# オッファーニャ
オッファーニャ（伊: Offagna）は、イタリア共和国マルケ州アンコーナ県にある、人口約2,100人の基礎自治体（コムーネ）。

## 地理

### 位置・広がり
アンコーナ県のコムーネ。県都・州都アンコーナから南南西へ11kmの距離にある。

#### 隣接コムーネ
隣接するコムーネは以下の通り。
- アンコーナ
- オージモ
- ポルヴェリージ

### 気候分類・地震分類
オッファーニャにおけるイタリアの気候分類 (it) および度日は、zona E, 2198 GGである。
また、イタリアの地震リスク階級 (it) では、zona 2 (sismicità media) に分類される。

## 文化・観光
「イタリアの最も美しい村」クラブ加盟コムーネである。